# Dittlinger

Familiewapen van Dittlinger

Dittlinger is een van oorsprong Berns geslacht waarvan leden sinds 1900 tot de Nederlandse adel behoren en dat in 1978 uitstierf.

## Geschiedenis
De stamreeks begint met Benedikt Tittlinger die in 1486 in Bern werd geboren en daar stadsschrijver was. Zijn nazaat, Victor Dittlinger (1747-1807), trad in Statendienst en werd de stamvader van de Nederlandse, adellijke tak. Bij KB van 21 december 1900 werden vier leden van het geslacht verheven in de Nederlandse adel. Het Nederlandse geslacht stierf in 1978 uit met jkvr. Victorine Emilie Rudolphine Albertha Dittlinger (1902-1978).